# Grundfos

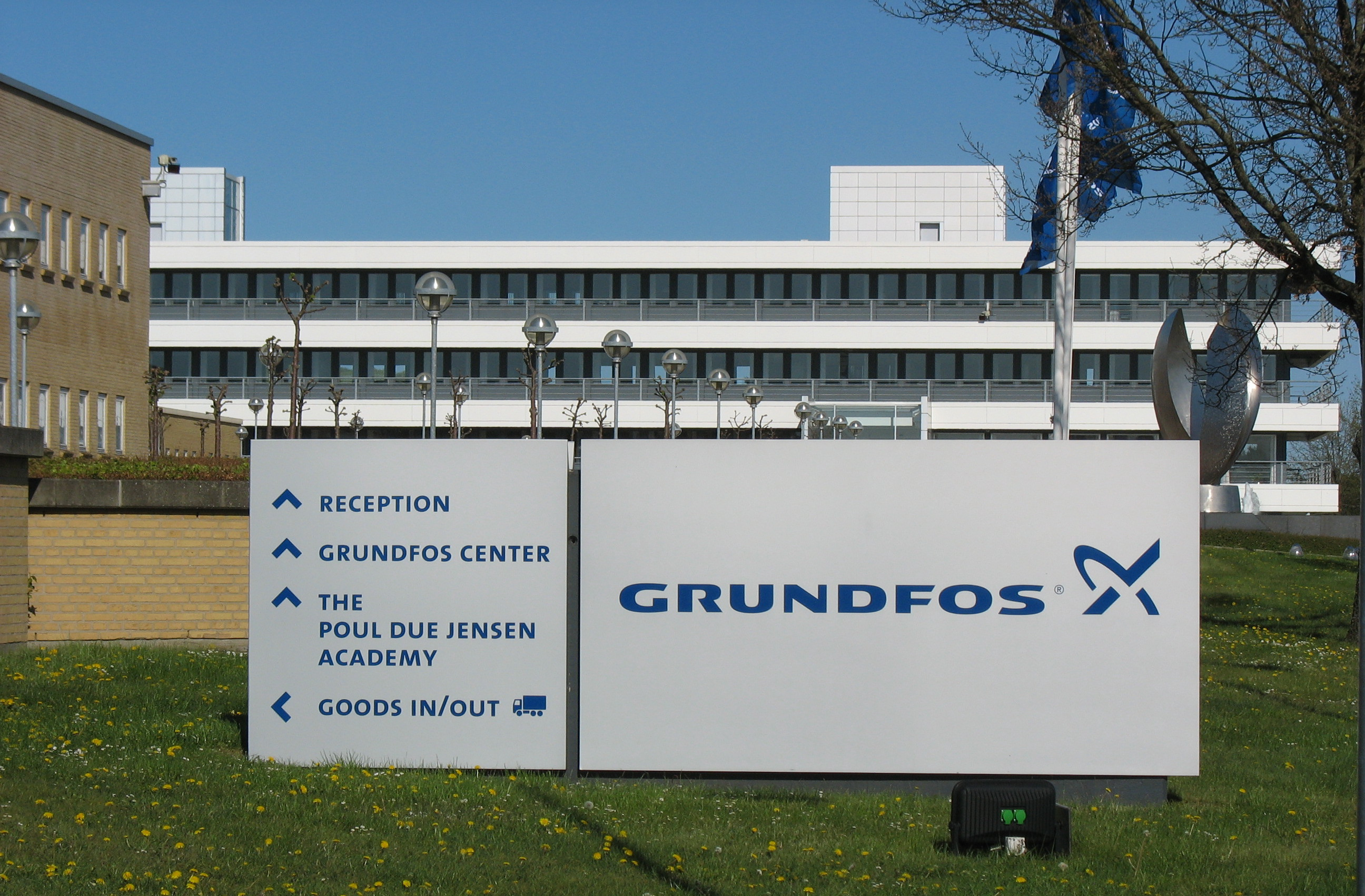
Une entreprise de la société à Viborg

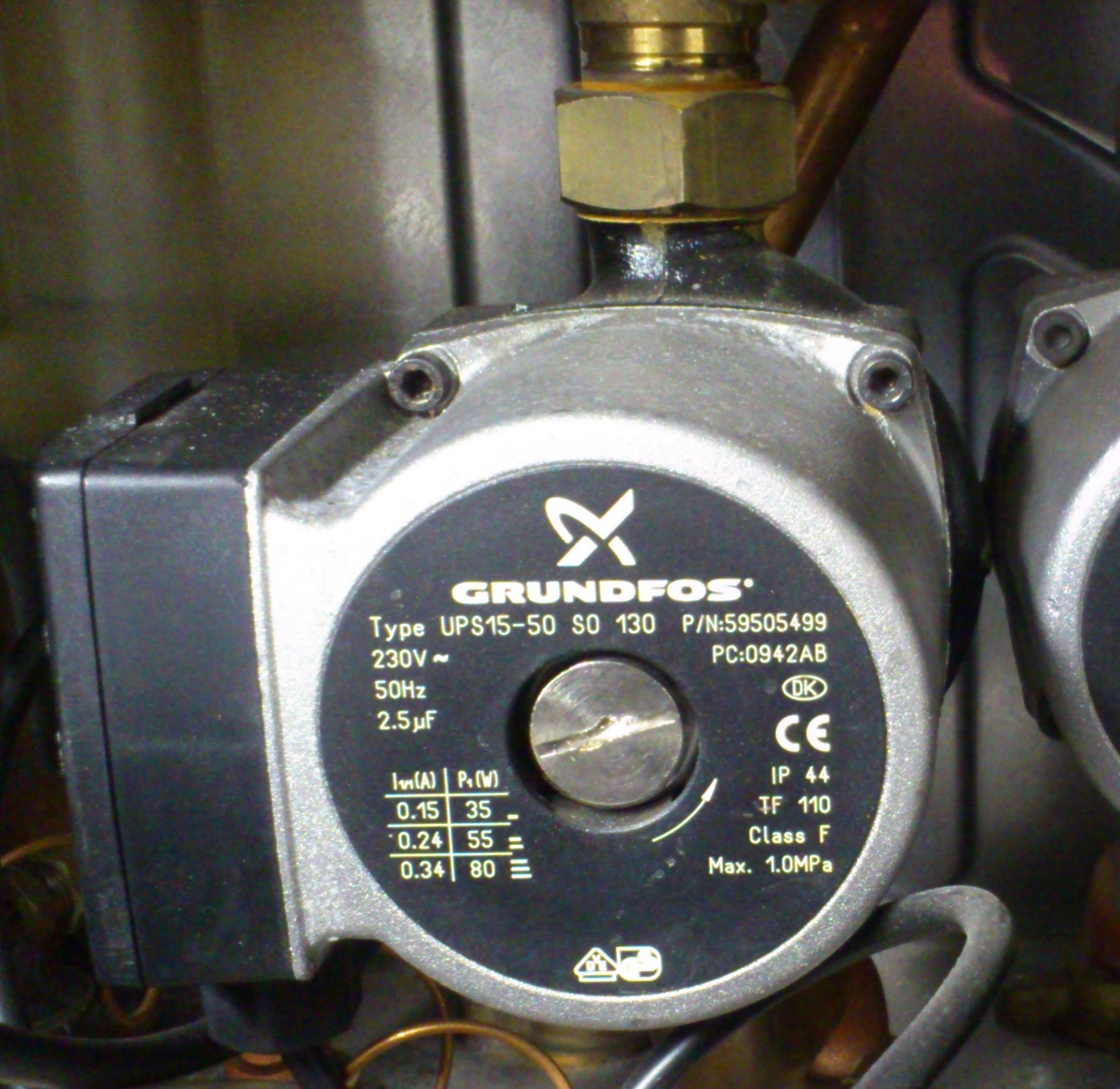
Grundfos circulateur

Grundfos est une entreprise danoise spécialisée dans les pompes, créée en 1945 et basée à Viborg (Bjerringbro était l'ancienne commune qui a fusionné avec d'autres pour donner Viborg).
Nommée au départ Bjerringbro Pumpefabrik, du nom de la ville où elle est implantée, l'entreprise a choisi depuis ses débuts comme logo la vis d'Archimède, moyen rustique de pompage.
Avec une production annuelle de plus de 16 millions de pompes, cela représente 50 % du marché mondial pour les pompes. Aujourd'hui Grundfos s'est développé dans différents secteurs d'activités : bâtiments, solutions industrielles, OEM, adduction d'eau, eaux usées.